# Pintia
Pintia est le nom d'une cité antique vaccéenne localisée dans le village de Padilla de Duero (es) situé dans la commune de Peñafiel dans la province de Valladolid (Castille-et-Leon, Espagne). Le site archéologique a été déclaré bien d'intérêt culturel en 1993.

## Protection
Le site archéologique de Pintia fait l’objet d’un classement en Espagne en tant que zone archéologique au titre de bien d'intérêt culturel depuis le 9 décembre 1993.